# Орунгу
Королевство Орунгу (1700—1927) — небольшое доколониальное государство на территории современного Габона в Западной Африке. Благодаря контролю над торговлей рабами в XVIII и XIX веках, оно стало самым значительным торговым центром Габона того периода.

## Возникновение
Королевство получило своё название по имени своих основателей — орунгу, говоривших на языке мьене. По мнению большинства исследователей, орунгу переселились в дельту реки Огове с юга в начале XVII века. Это подтверждается тем фактом, что Орунгу испытало по-видимому сильное влияние королевства Лоанго. В ходе своего переселения, орунгу изгнали другой мьене говорящий народ — мпонгве для того, чтобы самим контролировать торговлю с европейцами, после чего и появилось процветающее королевство Орунгу на мысе Лопес.

## Управление
Королевство Орунгу было основано двадцатью кланами. Выходцы одного из них наследовали королевскую власть, другие контролировали морскую торговлю. Такая система была уникальной для этого региона, где основой политической системы всегда был клан, владевший одной деревней и имеющий коллективное руководство. Орунгу отказались от этой традиции в пользу единой монархии. Своего короля они считали потомком легендарного Мани Понго. Титулы знати были заимствованы в королевстве Лоанго, также как и вся иерархическая структура. Королевский титул («Агамвинбони»), по-видимому, не был заимствован и происходит от самих орунгу, на что указывает отсутствие префикса «мани», характерного для Лоанго.

## Экономика
Благодаря своему положению на побережье, королевство Орунгу стало торговым посредником. В XVII веке в прибрежной торговле доминировали голландцы, главным объектом экспорта была слоновая кость. Орунгу владели обработкой металлов и умели строить надёжные лодки, что позволило им стать главной силой на реке Огове, служившей основным торговым маршрутом. Морская торговля была достоянием не королевских кланов и включала в себя торговлю слоновой костью, воском, смолой, красильным деревом и чёрным деревом. К началу XIX века небольшое, но богатое королевство получило возможность ввозить рабов из внутренних районов Африки.

## Рабство
Побережье Габона, также как и Камеруна, играло довольно небольшую роль в трансатлантической торговле рабами, особенно в сравнении с дельтой Нигера, берегом Лоанго и побережьем Анголы. Экспорт рабов приобрел значительные масштабы только в последней трети XVIII столетия.
В начале королевство было скорее покупателем рабов, которых орунго обменивали на слоновую кость. Гораздо важнее, чем ввоз рабов, для орунгу был импорт железа. В 1760 году король разрешил продавать рабов европейцам, чтобы повысить количество собираемых налогов. Первоначально объём торговли был сравнительно небольшим. Так, в 1788 году на мысе Лопес и в бухте Габон было продано около 5000 рабов, тогда как с побережья Лоанго каждый год вывозилось 13500 рабов. К началу XIX века здесь продавались уже довольно крупные партии рабов. К середине XIX века основные племена побережья уже не продавали в рабство собственных соплеменников, однако орунгу продолжали продавать должников, колдунов и неверных жен.
В 1853 году король Орунгу Омбанго-Рогомбе согласился прекратить торговлю рабами. В действительности торговля просто сместилась вверх по реке и продолжала вестись тайно. Работорговля продолжалась до 1870 года.

## Культура
Несмотря на репутацию самых успешных работорговцев в регионе, некоторые побывавшие в королевстве европейцы составили благоприятное впечатление об Орунгу. Джон Ньютон, посетивший королевство в 1743 году, отметил, что орунгу — «самые гуманные и моральные люди, которых я когда-либо встречал в Африке, при этом они испытали наименьшее влияние европейцев». Однако такая ситуация продолжалась недолго, и вскоре орунгу заимствовали европейскую одежду и привычки. При этом орунгу были сильно привержены собственным религиозным верованиям и враждебно относились к европейским миссионерам. Результатом этого стало позднее слабое приобщение орунгу к европейскому образованию и, как следствие, слабое участие в управлении колонией и постколониальной политике Габона. На сегодняшний день, орунгу являются одной из самых малочисленных этнических групп Габона, их число не превышает 10000 человек.

## Упадок
Упадок королевства Орунгу напрямую был связан с закатом работорговли. К середине XIX века экономика Орунгу была уже настолько связана с работорговлей, что не смогла поддерживать королевскую власть, лишившись главного источника доходов. Это привело к распаду королевства в 1873 году. Король Нченгуе подписал договор, согласно которому французы получали под своё управление значительную часть территории Орунгу. В 1927 году остатки королевства также стали французской колонией.